# Psicologia sociale (singolo)
Psicologia sociale è un singolo del gruppo musicale italiano Zero Assoluto, pubblicato il 15 luglio 2022.

## Tracce
Testi e musiche di Thomas De Gasperi, Matteo Maffucci, Francesco Facchinetti e Matteo Ieva.
1. Psicologia sociale – 2:45